# Episodi di Strepitose Parkers (terza stagione)
La terza stagione della serie televisiva Strepitose Parkers è stata trasmessa in anteprima negli Stati Uniti d'America dalla UPN tra il 10 settembre 2001 e il 20 maggio 2002.
| nº | Titolo originale         | Titolo italiano | Prima TV USA      | Prima TV Italia |
| -- | ------------------------ | --------------- | ----------------- | --------------- |
| 1  | Baby Girl                |                 | 10 settembre 2001 |                 |
| 2  | Crazy Love               |                 | 17 settembre 2001 |                 |
| 3  | Not So Super, Supers     |                 | 24 settembre 2001 |                 |
| 4  | Nobody's Fool            |                 | 1º ottobre 2001   |                 |
| 5  | A Knockout Times Two     |                 | 8 ottobre 2001    |                 |
| 6  | Baby, You've Got to Go   |                 | 15 ottobre 2001   |                 |
| 7  | Mummy's the Word         |                 | 29 ottobre 2001   |                 |
| 8  | Take the Cookies and Run |                 | 5 novembre 2001   |                 |
| 9  | The Altos                |                 | 12 novembre 2001  |                 |
| 10 | Family Ties and Lies     |                 | 19 novembre 2001  |                 |
| 11 | Secret Santa             |                 | 17 dicembre 2001  |                 |
| 12 | The Revolution           |                 | 21 gennaio 2002   |                 |
| 13 | My Two Dads              |                 | 4 febbraio 2002   |                 |
| 14 | To Love or Not to Love   |                 | 11 febbraio 2002  |                 |
| 15 | Don't Believe the Hype   |                 | 25 febbraio 2002  |                 |
| 16 | Make a Joyful Noise      |                 | 4 marzo 2002      |                 |
| 17 | A Beautiful Lie          |                 | 18 marzo 2002     |                 |
| 18 | The Crush                |                 | 25 marzo 2002     |                 |
| 19 | The Dates from Hell      |                 | 29 aprile 2002    |                 |
| 20 | Mother's Day Blues       |                 | 6 maggio 2002     |                 |
| 21 | It's Showtime            |                 | 13 maggio 2002    |                 |
| 22 | Teach Me Tonight         |                 | 20 maggio 2002    |                 |